# Chambray-lès-Tours
Chambray-lès-Tours là một xã trong tỉnh Indre-et-Loire, thuộc vùng hành chính Centre-Val de Loire của nước Pháp, có dân số là 10275 người (thời điểm 1999).

## Nhân khẩu học
| 1946  | 1954  | 1962  | 1968  | 1975  | 1982  | 1990  | 1999   |
| ----- | ----- | ----- | ----- | ----- | ----- | ----- | ------ |
| 1 195 | 1 358 | 1 810 | 3 126 | 5 644 | 7 357 | 8 190 | 10 275 |

## Các thành phố kết nghĩa
- Bad Camberg, Đức

## Những người con của thành phố
- Florent Brard (sinh 1976), vận động viên đua xe đạp
- Thomas Dossevi (sinh 1979), cầu thủ bóng đá